# Düsseldorf
Düsseldorf er hovedstaden i den tyske delstat Nordrhein-Westfalen og har 631.217 indbyggere (31. december 2023). Den ligger hovedsageligt på Rhinens østbred, hvor floden Düssel udmunder.

## Økonomi
Düsseldorfs industrier spænder mellem så forskellige områder som kemi, maskinfremstilling, el-industri, telekommunikation, virksomhedsrådgivning og fødevareforarbejdning.
Byen har i lang tid været sæde for mange hovedforvaltninger. Naturligvis først og fremmest for Delstatsforvaltningen, men også for mange virksomheder, og servicesektoren er nu den største faktor i byens økonomi. Byens øgenavn er derfor: Der Schreibtisch des Ruhrgebiets (Ruhrområdets skrivebord).
Düsseldorf råder over et større messeområde, og hvert år finder en verdenskendt bådudstilling boot (udtales omtrent: båht) sted med mere end 1000 udstillere fra mere end 50 lande. Denne maritime messe tiltrækker omtrent 300.000 tilskuere.
I Düsseldorf findes et større kontingent af japanske borgere, som repræsenterer japanske virksomheder.

## Inddeling
Düsseldorf er administrativt inddelt i 10 distrikter (Stadtbezirke) med i alt 50 bydele.
- Bezirk 1: Altstadt, Carlstadt, Derendorf, Golzheim, Pempelfort, Stadtmitte
- Bezirk 2: Düsseltal, Flingern-Nord, Flingern-Süd
- Bezirk 3: Bilk, Flehe, Friedrichstadt, Hafen, Hamm, Oberbilk, Unterbilk, Volmerswerth
- Bezirk 4: Heerdt, Lörick, Niederkassel, Oberkassel
- Bezirk 5: Angermund, Kaiserswerth, Kalkum, Lohausen, Stockum, Wittlaer
- Bezirk 6: Lichtenbroich, Mörsenbroich, Rath, Unterrath
- Bezirk 7: Gerresheim, Grafenberg, Hubbelrath, Knittkuhl, Ludenberg
- Bezirk 8: Eller, Lierenfeld, Unterbach, Vennhausen
- Bezirk 9: Benrath, Hassels, Himmelgeist, Holthausen, Itter, Reisholz, Urdenbach, Wersten
- Bezirk 10: Garath, Hellerhof

## Turisme
Düsseldorfs indkøbsgade, Kö (forkortelse af Königsallee), byder på mange internationalt kendte modebutikker (Chanel, Gucci, Prada, Armani, etc.).
Den gamle bydel, Altstadt, er kendt for sine mange ølstuer og kaldes verdens længste bardisk.
Det anbefales i Düsseldorf at bestille Alt og ikke Kölsch, mens det omvendte gælder i Köln.
Byens kunstmuseum, "Kunstsammlung Nordrhein-Westfalen", med meget omfattende samlinger fordeler sig på to bygninger K20 og K21, hvoraf K20 er bygget 1986 af den danske arkitekttegnestue Dissing+Weitling
Düsseldorf er den store tyske forfatter og digter Heinrich Heines fødeby. Byens største centrale gade hedder igen "Heinrich-Heine-Allee".
Byen var vært for Eurovision Song Contest 2011.